# Konrad Pokora
Konrad Marek Pokora (ur. 12 kwietnia 1966 w Poznaniu) – polski przedsiębiorca i samorządowiec, od 2018 prezydent Zduńskiej Woli.

## Życiorys
Ukończył I Liceum Ogólnokształcące w Zduńskiej Woli oraz studia z zakresu archeologii na Uniwersytecie Warszawskim. Zajął się prowadzeniem rodzinnego zakładu cukierniczego w Zduńskiej Woli i działalnością w lokalnym Cechu Rzemiosł Różnych. Działacz Towarzystwa Przyjaciół Zduńskiej Woli.
Członek Platformy Obywatelskiej, w latach 2006–2018 był radnym miejskim. W 2018 był kandydatem Koalicji Obywatelskiej na urząd prezydenta Zduńskiej Woli. Z powodzeniem ubiegał się o tę funkcję, zdobywając 37,84% głosów w I turze i 64,05% głosów w II turze, w której pokonał Damiana Kunerta. W 2024 został ponownie wybrany na ten urząd, uzyskując w pierwszej turze 60,45% głosów.

## Życie prywatne
Jest żonaty, ma trzy córki.

## Odznaczenia
- Odznaka Honorowa za Zasługi dla Samorządu Terytorialnego (2025)[7]